# Ulica Legionów w Łodzi
Ulica Legionów w Łodzi, ulica w Łodzi długości 2,3 km.
Pierwszą regulację (wyznaczenie) ulicy, na odcinku od Rynku Nowego Miasta do ulicy Zachodniej, przeprowadzono w latach 1821–1823 podczas tworzenia osady przemysłowej, przeznaczonej pod osiedlenie sukienników, którą nazwano Nowe Miasto.
Jej zasięg i nazwy zmieniały się wielokrotnie na przestrzeni lat. Pierwotnie nazwa ulicy Średniej obejmowała również współczesny odcinek ulicy Legionów od pl. Wolności do ulicy Zachodniej. Następnie wymieniana była jako Konstantynowska (najwcześniej w 1863 roku), która w 1915 roku „wchłonęła” ul. Średnią od pl. Wolności i była przebijana w kierunku zachodnim.
| przed 1915                               | 1915–1918                                                             | 14 grudnia 1928 – 1940 | 1940–1945               | 1945–1994                                                   | od 1994  |
| ---------------------------------------- | --------------------------------------------------------------------- | ---------------------- | ----------------------- | ----------------------------------------------------------- | -------- |
| Константиновская улица (Konstantynowska) | równoległe stosowanie urzędowe niemieckiej formy Konstantiner Strasse | 11 Listopada           | General-Litzmann-Straße | Bohaterów Stalingradu (do 1946), potem Obrońców Stalingradu | Legionów |

## Wydarzenia
- Od 1869 roku ulicę oświetlało już 7 latarni gazowych;
- W latach 1916–1917 bruk pojawił się na odcinku od ul. Cmentarnej do mostu kolejowego;
- W 1931 roku na odcinku od pl. Wolności do ul. Żeromskiego zabroniono ruchu wozów, samochodów ciężarowych i wózków ręcznych, ponieważ stała się deptakiem;
- Do 1937 roku została skanalizowana od ul. Żeromskiego do ul. Towarowej.

## Ważniejsze obiekty
- przy ul. Legionów 2 w podwórzu znajduje się rzeźba „Dupa Tuwima”[2].
- Pod numerem 14 istniał największy teatr fabrykanckiej Łodzi – Teatr Wielki[3].
- Przy ul. Legionów 21 działa jedna z najpopularniejszych łódzkich scen zawodowych Teatr Powszechny.
- Przy ul. Legionów 81 znajduje się zabytkowy budynek w stylu modernistycznym z lat 30. XX wieku. Mieścił się tu najpierw Hotel Garnizonowy, a potem 3-gwiazdkowy hotel Reymont, ostatnio gruntownie zmodernizowany.